# Hana Janků
Hana Janků, o Hana Svobodová (Brno, 25 d'octubre de 1940 - Viena, 28 d'abril de 1995), fou una soprano d'òpera txeca de renom internacional.
Va estudiar amb Jaroslav Kvapil a la seva ciutat natal abans de debutar en l'òpera professional a l'Òpera de Brno a Lucerna de Vítězslav Novák. Es va convertir en cantant principal a l'Opéra national du Rhin i a la Deutsche Oper am Rhein. Va fer el debut a La Scala el 1967 i a la Deutsche Oper Berlin el 1970. També va treballar com a artista convidada amb altres teatres d'òpera importants, inclosa l'Òpera de l'Estat de Viena, l'Òpera Estatal d'Hamburg i el Teatro Colón. Va ser especialment admirada per la seva representació del paper protagonista de Turandot de Giacomo Puccini. Va morir a Viena però va ser enterrada a Brno.
La temporada 1964-1965 va actuar a Rusalka i Jenůfa al Gran Teatre del Liceu només amb 24 anys i encara amb el nom de Hana Svobodova.